# ACMS
ACMS (Antrepriza de Construcții Montaj Special) București este o companie de construcții din România.
Compania a fost înființată în anul 1993 și este specializată în antreprenoriat general în domeniul construcțiilor.
Acționarul majoritar al companiei este Valentin Bitoiu, care deține circa 50% din acțiuni, în timp ce Emil Tănăsoiu și Daniel Adrian Tanasoiu dețin participații egale de câte 24,96%.
Număr de angajați în 2006: 400
Cifra de afaceri în 2005: 23,5 milioane euro